# Estádio Municipal Antônio Viana da Silva
O Estádio Municipal Antônio Viana da Silva, mais conhecido como Tonicão, é um estádio de futebol brasileiro, localizado na cidade de Assis, no estado de São Paulo.
O nome do estádio é uma homenagem a Antônio Viana Silva, que foi prefeito de Assis na década de 1950. Possui capacidade para 8.525 pessoas. Construído no início dos anos 90, atualmente, é o local onde o VOCEM, acrônimo de Vila Operária Clube Esporte Mariano e o Clube Atlético Assisense mandam seus jogos.